# Й
Й, й (cursiva: Й, й) es la undécima letra del alfabeto ruso y la decimocuarta del ucraniano.
Es una semivocal, equivale en ruso, como la Y en el español al final de las palabras, como en Ley, Rey, Hoy, etc.
El nombre en ruso de la letra es Й-краткое (ikratke) que significa I corta. Su forma puede recordar a una Ñ con la N invertida, sin embargo proviene de la letra cirílica И (I) pero con un  signo breve (˘).
También forma parte de la terminación de los adjetivos del Género masculino junto con la "и", "-ий".
En algunos formatos (especialmente en letra cursiva), la minúscula (й) se asemeja a una letra u con breve (й).

## Uso
Esta letra se usa únicamente precedida de una vocal. Por ejemplo:Руссий (russij).

## Tabla de códigos
| Codificación de caracteres | Tipo      | Decimal | Hexadecimal | Octal  | Binario             |
| -------------------------- | --------- | ------- | ----------- | ------ | ------------------- |
| Unicode                    | Mayúscula | 1049    | 0419        | 002031 | 0000 0100 0001 1001 |
| Unicode                    | Minúscula | 1081    | 0439        | 002071 | 0000 0100 0011 1001 |
| ISO 8859-5                 | Mayúscula | 185     | B9          | 271    | 1011 1001           |
| ISO 8859-5                 | Minúscula | 217     | D9          | 331    | 1101 1001           |
| KOI 8                      | Mayúscula | 234     | EA          | 352    | 1110 1010           |
| KOI 8                      | Minúscula | 202     | CA          | 312    | 1100 1010           |
| Windows 1251               | Mayúscula | 201     | C9          | 311    | 1100 1001           |
| Windows 1251               | Minúscula | 233     | E9          | 351    | 1110 1001           |
Sus códigos HTML son: &#1049; o &#x419; para la Mayúscula y &#1081; o &#x439; para la minúscula.
- Datos: Q181450
- Multimedia: Cyrillic short I / Q181450